# Ålebäcksgölen
Ålebäcksgölen är en sjö i Vimmerby kommun i Småland och ingår i Botorpsströmmens huvudavrinningsområde. Sjön har en area på 0,0925 kvadratkilometer och ligger 112,1 meter över havet. Sjön avvattnas av vattendraget Gerssjöbäcken.

## Delavrinningsområde
Ålebäcksgölen ingår i det delavrinningsområde (640011-151414) som SMHI kallar för Mynnar i Bruksdammen. Medelhöjden är 121 meter över havet och ytan är 1,92 kvadratkilometer. Det finns ett avrinningsområde uppströms, och räknas det in blir den ackumulerade arean 22,71 kvadratkilometer. Gerssjöbäcken som avvattnar avrinningsområdet har biflödesordning 3, vilket innebär att vattnet flödar genom totalt 3 vattendrag innan det når havet efter 53 kilometer. Avrinningsområdet består mestadels av skog (87 %). Avrinningsområdet har 0,09 kvadratkilometer vattenytor vilket ger det en sjöprocent på 4,9 %.